# Cúp EFL 2024–25
Cúp EFL 2024–25 là mùa giải thứ 65 của Cúp EFL (được gọi là Carabao Cup vì lý do tài trợ). Giải đấu dành cho tất cả các câu lạc bộ Premier League và English Football League.
Đội vô địch giải đấu sẽ tham dự vòng play-off của UEFA Conference League 2025–26
Liverpool là nhà vô địch sau khi đánh bại Chelsea trong trận chung kết mùa giải trước nhưng đã bị đánh bại trong trận chung kết mùa giải này bởi Newcastle United, đội đã giành được danh hiệu quốc nội đầu tiên kể từ Cúp FA 1954–55.

## Thể thức
Tất cả 92 câu lạc bộ tại Premier League và English Football League đều tham dự Cúp EFL. Suất tham dự được phân phối dựa vào 4 giải đấu hàng đầu của Hệ thống giải bóng đá Anh
|                   | Các CLB tham dự từ vòng này                                                        | Các CLB tham dự từ vòng trước | Số trận          | Ngày chính                              |
| ----------------- | ---------------------------------------------------------------------------------- | ----------------------------- | ---------------- | --------------------------------------- |
| Vòng 1 (70 CLB)   | - 24 CLB từ EFL League Two - 24 CLB từ EFL League One - 22 CLB từ EFL Championship | - CXĐ                         | 35               | 13 tháng 8 năm 2024                     |
| Vòng 2 (40 CLB)   | - 2 CLB từ EFL Championship - 13 CLB Premier League (không tham dự cúp Châu Âu)    | - 35 đội thắng ở vòng 1       | 25               | 26 tháng 8 năm 2024                     |
| Vòng 3 (32 CLB)   | - 7 CLB Premier League (tham dự cúp Châu Âu)                                       | - 25 đội thắng ở vòng 2       | 16               | 16 tháng 9 năm 2024 23 tháng 9 năm 2024 |
| Vòng 4 (16 CLB)   |                                                                                    | - 8 đội thắng ở vòng 3        | 8                | 28 tháng 10 năm 2024                    |
| Tứ kết (8 CLB)    |                                                                                    | - 8 đội thắng ở vòng 4        | 4                | 16 tháng 12 năm 2024                    |
| Bán kết (4 CLB)   |                                                                                    | - 4 đội thắng ở tứ kết        | 4 (hai lượt đấu) | 6 tháng 1 năm 2025 3 tháng 2 năm 2025   |
| Chung kết (2 CLB) |                                                                                    | - 2 đội thắng ở bán kết       | 1                | 16 tháng 3 năm 2025                     |

## Vòng 1
Có tổng cộng 70 câu lạc bộ thi đấu ở vòng 1: 24 từ League Two (Hạng 4), 24 từ League One (Hạng 3) và 22 từ Championship (Hạng 2). Bốc thăm cho vòng 1 được chia theo vùng địa lý gồm "phía bắc" và "phía nam".
| Premier League | EFL Championship | EFL League One | EFL League Two | Tổng    |
| -------------- | ---------------- | -------------- | -------------- | ------- |
| 20 / 20        | 24 / 24          | 24 / 24        | 24 / 24        | 92 / 92 |

1. ↑  Các đội Ngoại Hạng Anh sẽ thi đấu từ vòng 2 và vòng 3.

### Khu vực phía Bắc
| 13 tháng 8 năm 2024 | Carlisle United (4) | 0–2      | Stoke City (2)              | Carlisle                                                              |  |
| 19:30 giờ Anh       |                     | Chi tiết | - Anderson 48' - Tezgel 79' | Sân vận động: Brunton Park Lượng khán giả: 4,441 Trọng tài: Ben Toner |  |

| 13 tháng 8 năm 2024 | Stockport County (3) | 1–6      | Blackburn Rovers (2)                                                 | Stockport                                                              |  |
| 19:30 giờ Anh       | - Buckley 67' (l.n.) | Chi tiết | - Szmodics 8', 25' - Weimann 22' - Ohashi 31' - Gueye 72' - Vale 88' | Sân vận động: Edgeley Park Lượng khán giả: 5,790 Trọng tài: Ross Joyce |  |

| 13 tháng 8 năm 2024 | Barrow (4)                             | 3–2      | Port Vale (4)          | Barrow-in-Furness                                                          |  |
| 19:45 giờ Anh       | - Garner 1' - Acquah 70' - Jackson 76' | Chi tiết | - Paton 26' - Sang 66' | Sân vận động: Holker Street Lượng khán giả: 1,711 Trọng tài: Scott Jackson |  |

| 13 tháng 8 năm 2024                                                 | Bolton Wanderers (3) | 1–1 (5–4 p)                                                      | Mansfield Town (3) | Bolton                                                                                   |  |
| 19:45 giờ Anh                                                       | - Thomason 68'       | Chi tiết                                                         | - Keillor-Dunn 83' | Sân vận động: Toughsheet Community Stadium Lượng khán giả: 4,131 Trọng tài: Adam Herczeg |  |
|                                                                     |                      | Loạt sút luân lưu                                                |                    |                                                                                          |  |
| - Adeboyejo - Thomason - Collins - Charles - Matete - Dacres-Cogley |                      | - Bowery - Gregory - Hewitt - Boateng - Lewis - Macdonald - Swan |                    |                                                                                          |  |

| 13 tháng 8 năm 2024 | Burton Albion (3) | 0–4      | Blackpool (3)                                      | Burton upon Trent                                                              |  |
| 19:45 giờ Anh       |                   | Chi tiết | - Finnigan 69' - Pennington 76', 81' - Evans 90+1' | Sân vận động: Pirelli Stadium Lượng khán giả: 1,522 Trọng tài: Matthew Corlett |  |

| 13 tháng 8 năm 2024 | Derby County (2)             | 2–1      | Chesterfield (4) | Derby                                                                   |  |
| 19:45 giờ Anh       | - Thompson 38' - Jackson 68' | Chi tiết | - Dobra 29'      | Sân vận động: Pride Park Lượng khán giả: 8,538 Trọng tài: Leigh Doughty |  |

| 13 tháng 8 năm 2024 | Fleetwood Town (4)           | 2–1      | West Bromwich Albion (2) | Fleetwood                                                                   |  |
| 19:45 giờ Anh       | - Graydon 12' - Coughlan 33' | Chi tiết | - Faal 8'                | Sân vận động: Highbury Stadium Lượng khán giả: 2,611 Trọng tài: Thomas Kirk |  |

| 13 tháng 8 năm 2024                                                                            | Grimsby Town (4) | 1–1 (9–8 p)                                                                                     | Bradford City (4) | Grimsby                                                                  |  |
| 19:45 giờ Anh                                                                                  | - Wilson 36'     | Chi tiết                                                                                        | - Cook 76'        | Sân vận động: Blundell Park Lượng khán giả: 3,082 Trọng tài: David Coote |  |
|                                                                                                |                  | Loạt sút luân lưu                                                                               |                   |                                                                          |  |
| - Green - Davies - Vernam - Cass - Gardner - Ainley - Eastwood - McJannet - Khouri - McEachran |                  | - Smallwood - Halliday - Oduor - Sarcevic - Cook - Young - Baldwin - Shepherd - Pointon - Byrne |                   |                                                                          |  |

| 13 tháng 8 năm 2024 | Huddersfield Town (3)                  | 3–0      | Morecambe (4) | Huddersfield                                                                 |  |
| 19:45 giờ Anh       | - Headley 1' - Marshall 38' - Ward 43' | Chi tiết |               | Sân vận động: Kirklees Stadium Lượng khán giả: 5,111 Trọng tài: Simon Mather |  |

| 13 tháng 8 năm 2024 | Lincoln City (3)     | 1–2      | Harrogate Town (4)       | Lincoln                                                                 |  |
| 19:45 giờ Anh       | - Makama 85' (ph.đ.) | Chi tiết | - Folarin 49' - Daly 61' | Sân vận động: Sincil Bank Lượng khán giả: 3,507 Trọng tài: Scott Tallis |  |

| 13 tháng 8 năm 2024 | Preston North End (2)             | 2–0      | Sunderland (2) | Preston                                                             |  |
| 19:45 giờ Anh       | - Ledson 37' - Frøkjær-Jensen 72' | Chi tiết |                | Sân vận động: Deepdale Lượng khán giả: 7,231 Trọng tài: Ollie Yates |  |

| 13 tháng 8 năm 2024 | Rotherham United (3)      | 2–1      | Crewe Alexandra (4) | Rotherham                                                                    |  |
| 19:45 giờ Anh       | - Nombe 55' - Odoffin 86' | Chi tiết | - Holícek 50'       | Sân vận động: New York Stadium Lượng khán giả: 2,182 Trọng tài: Scott Oldham |  |

| 13 tháng 8 năm 2024 | Salford City (4) | 0–2      | Doncaster Rovers (4)         | Salford                                                                  |  |
| 19:45 giờ Anh       |                  | Chi tiết | - Sharp 21' - Molyneux 90+1' | Sân vận động: Moor Lane Lượng khán giả: 1,328 Trọng tài: Seb Stockbridge |  |

| 13 tháng 8 năm 2024                             | Shrewsbury Town (3)             | 3–3 (4–3 p)                                      | Notts County (4)                    | Shrewsbury                                                            |  |
| 19:45 giờ Anh                                   | - Kayode 68' - Shipley 71', 84' | Chi tiết                                         | - Grant 4' - Austin 23' - Jatta 89' | Sân vận động: New Meadow Lượng khán giả: 2,914 Trọng tài: Ben Speedie |  |
|                                                 |                                 | Loạt sút luân lưu                                |                                     |                                                                       |  |
| - Shipley - Biggins - Lloyd - Bloxham - Benning |                                 | - McGoldrick - Crowley - Edwards - Scott - Jatta |                                     |                                                                       |  |

| 13 tháng 8 năm 2024 | Tranmere Rovers (4)                        | 3–0      | Accrington Stanley (4) | Birkenhead                                                                |  |
| 19:45 giờ Anh       | - Saunders 3' - Williams 45' - Patrick 71' | Chi tiết |                        | Sân vận động: Prenton Park Lượng khán giả: 2,288 Trọng tài: Scott Simpson |  |

| 13 tháng 8 năm 2024                  | Wigan Athletic (3)     | 1–1 (2–4 p)                                     | Barnsley (3) | Wigan                                                                              |  |
| 19:45 giờ Anh                        | - Aasgaard 35' (ph.đ.) | Chi tiết                                        | - Pines 48'  | Sân vận động: Brick Community Stadium Lượng khán giả: 1,990 Trọng tài: Will Finnie |  |
|                                      |                        | Loạt sút luân lưu                               |              |                                                                                    |  |
| - Aasgaard - Jones - Stones - McHugh |                        | - Phillips - Connell - Earl - Watters - Russell |              |                                                                                    |  |

| 13 tháng 8 năm 2024 | Sheffield United (2)                                      | 4–2      | Wrexham (3)               | Sheffield                                                                 |  |
| 20:00 giờ Anh       | - Trusty 35' - Brunt 57' (l.n.) - Marsh 69' - Slimane 85' | Chi tiết | - Boyle 29' - Revan 90+5' | Sân vận động: Bramall Lane Lượng khán giả: 11,446 Trọng tài: Keith Stroud |  |

| 14 tháng 8 năm 2024 | Hull City (2) | 1–2      | Sheffield Wednesday (2) | Kingston upon Hull                                                   |  |
| 19:45 giờ Anh       | - Mehlem 9'   | Chi tiết | - McNeill 1', 10'       | Sân vận động: MKM Stadium Lượng khán giả: 9,281 Trọng tài: Tom Nield |  |

| 14 tháng 8 năm 2024 | Leeds United (2) | 0–3      | Middlesbrough (2)                           | Leeds                                                                         |  |
| 20:00 giờ Anh       |                  | Chi tiết | - Dijksteel 50' - Burgzorg 60' - Coburn 67' | Sân vận động: Elland Road Lượng khán giả: 35,150 Trọng tài: Anthony Backhouse |  |

### Khu vực phía Nam
| 13 tháng 8 năm 2024 | Leyton Orient (3)                                      | 4–1      | Newport County (4) | Leyton                                                                   |  |
| 19:30 BST           | - Agyei 1' - Jaiyesimi 45+7' - Cooper 51' - Kelman 74' | Chi tiết | - Clarke 61'       | Sân vận động: Brisbane Road Lượng khán giả: 2,141 Trọng tài: Craig Hicks |  |

| 13 tháng 8 năm 2024 | Bristol City (2) | 0–1      | Coventry City (2) | Bristol                                                                |  |
| 19:45 BST           |                  | Chi tiết | - Simms 65'       | Sân vận động: Ashton Gate Lượng khán giả: 10,940 Trọng tài: James Bell |  |

| 13 tháng 8 năm 2024 | Bromley (4)    | 1–2      | AFC Wimbledon (4)        | Bromley                                                              |  |
| 19:45 BST           | - Amantchi 19' | Chi tiết | - Kelly 24' - Pigott 61' | Sân vận động: Hayes Lane Lượng khán giả: 3,677 Trọng tài: Carl Brook |  |

| 13 tháng 8 năm 2024 | Cambridge United (3) | 1–2      | Queens Park Rangers (2) | Cambridge                                                                |  |
| 19:45 BST           | - Digby 57'          | Chi tiết | - Frey 13' - Smyth 36'  | Sân vận động: Abbey Stadium Lượng khán giả: 4,529 Trọng tài: Paul Howard |  |

| 13 tháng 8 năm 2024 | Cardiff City (2)                 | 2–0      | Bristol Rovers (3) | Cardiff                                                                                |  |
| 19:45 BST           | - McGuinness 68' - Colwill 90+1' | Chi tiết |                    | Sân vận động: Cardiff City Stadium Lượng khán giả: 5,718 Trọng tài: Charles Breakspear |  |

| 13 tháng 8 năm 2024 | Charlton Athletic (3) | 0–1      | Birmingham City (3) | Charlton                                                                 |  |
| 19:45 BST           |                       | Chi tiết | - Khela 32'         | Sân vận động: The Valley Lượng khán giả: 5,899 Trọng tài: Alex Chilowicz |  |

| 13 tháng 8 năm 2024               | Colchester United (4)           | 2–2 (4–3 p)                                         | Reading (3)             | Colchester                                                                            |  |
| 19:45 BST                         | - Hopper 3' - Payne 55' (ph.đ.) | Chi tiết                                            | - Savage 65' - Wing 73' | Sân vận động: Colchester Community Stadium Lượng khán giả: 3,123 Trọng tài: Neil Hair |  |
|                                   |                                 | Loạt sút luân lưu                                   |                         |                                                                                       |  |
| - Ihionvien - Read - Oni - Gordon |                                 | - Wareham - Ehibhatiomhan - Bindon - Wing - Mbengue |                         |                                                                                       |  |

| 13 tháng 8 năm 2024 | Crawley Town (3)                             | 4–2      | Swindon Town (4)          | Crawley                                                                        |  |
| 19:45 BST           | - Adeyemo 34' - Roles 56', 88' - Khaleel 89' | Chi tiết | - Ofoborh 60' - Smith 66' | Sân vận động: Broadfield Stadium Lượng khán giả: 2,396 Trọng tài: Ben Atkinson |  |

| 13 tháng 8 năm 2024 | Northampton Town (3) | 0–2      | Wycombe Wanderers (3)          | Northampton                                                                    |  |
| 19:45 BST           |                      | Chi tiết | - Udoh 9' - Mbete 45+1' (l.n.) | Sân vận động: Sixfields Stadium Lượng khán giả: 2,012 Trọng tài: Declan Bourne |  |

| 13 tháng 8 năm 2024 | Norwich City (2)                              | 4–3      | Stevenage (3)                                 | Norwich                                                                      |  |
| 19:45 BST           | - Kamara 26' - Hernández 35', 60' - Sainz 48' | Chi tiết | - Goode 28' - Appéré 45+1' - Hills 88' (l.n.) | Sân vận động: Carrow Road Lượng khán giả: 13,054 Trọng tài: Sunny Singh Gill |  |

| 13 tháng 8 năm 2024 | Oxford United (2)             | 2–0      | Peterborough United (3) | Oxford                                                                         |  |
| 19:45 BST           | - Goodrham 20' - Phillips 41' | Chi tiết |                         | Sân vận động: Kassam Stadium Lượng khán giả: 3,693 Trọng tài: Geoff Eltringham |  |

| 13 tháng 8 năm 2024 | Portsmouth (2) | 0–1      | Millwall (2) | Portsmouth                                                                   |  |
| 19:45 BST           |                | Chi tiết | - Esse 13'   | Sân vận động: Fratton Park Lượng khán giả: 13,913 Trọng tài: Dean Whitestone |  |

| 13 tháng 8 năm 2024 | Swansea City (2)                          | 3–1      | Gillingham (4) | Swansea                                                                       |  |
| 19:45 BST           | - Ronald 24' - Cullen 70' - Abdulai 90+6' | Chi tiết | - Hawkins 87'  | Sân vận động: Swansea.com Stadium Lượng khán giả: 6,019 Trọng tài: David Rock |  |

| 13 tháng 8 năm 2024                               | Walsall (4)    | 1–1 (4–3 p)                                          | Exeter City (3) | Walsall                                                                   |  |
| 19:45 BST                                         | - Jellis 90+3' | Chi tiết                                             | - Alli 40'      | Sân vận động: Bescot Stadium Lượng khán giả: 2,352 Trọng tài: Jacob Miles |  |
|                                                   |                | Loạt sút luân lưu                                    |                 |                                                                           |  |
| - Earing - Okagbue - Matt - L. Gordon - J. Gordon |                | - Magennis - Niskanen - Alli - Fitzwater - Aitchison |                 |                                                                           |  |

| 13 tháng 8 năm 2024 | Watford (2)                                     | 5–0      | Milton Keynes Dons (4) | Watford                                                                  |  |
| 19:45 BST           | - Pollock 24' - Ince 45+1', 67', 74' - Baah 64' | Chi tiết |                        | Sân vận động: Vicarage Road Lượng khán giả: 6,885 Trọng tài: Lewis Smith |  |

| 14 tháng 8 năm 2024 | Plymouth Argyle (2)                  | 3–0      | Cheltenham Town (4) | Plymouth                                      |  |
| 19:45 BST           | - Waine 62' - Hardie 81' - Bundu 84' | Chi tiết |                     | Sân vận động: Home Park Trọng tài: Tom Reeves |  |

## Vòng 2
Có tổng cộng 50 đội bóng góp mặt tại vòng 2: bao gồm 13 đội bóng Ngoại hạng Anh không góp mặt tại các giải đấu cúp châu Âu, top 2 đội bóng ở EFL Championship và 35 đội bóng đã vượt qua vòng 1. Lễ bốc thăm diễn ra vào ngày 14 tháng 8 và cũng được chia làm 2 khu vực "phía Bắc" và "phía Nam" giống như vòng 1.
| Premier League | EFL Championship | EFL League One | EFL League Two | Tổng cộng |
| -------------- | ---------------- | -------------- | -------------- | --------- |
| 20 / 20        | 18 / 24          | 10 / 24        | 9 / 24         | 57 / 92   |

### Khu vực phía Bắc
| 27 tháng 8 năm 2024 | Middlesbrough (2) | 0–5      | Stoke City (2)                                           | Middlesbrough                                                              |  |
| 19:15 BST           |                   | Chi tiết | - Tezgel 14' - Mmaee 57' - Koumas 60' - Manhoef 65', 69' | Sân vận động: Riverside Lượng khán giả: 17,408 Trọng tài: Geoff Eltringham |  |

| 27 tháng 8 năm 2024 | Barnsley (3)  | 1–0      | Sheffield United (2) | Barnsley                                                           |  |
| 19:45 BST           | - Watters 52' | Chi tiết |                      | Sân vận động: Oakwell Lượng khán giả: 10,739 Trọng tài: Tom Reeves |  |

| 27 tháng 8 năm 2024                  | Barrow (4) | 0–0 (3–2 p)                                          | Derby County (2) | Barrow-in-Furness                                                            |  |
| 19:45 BST                            |            | Chi tiết                                             |                  | Sân vận động: Holker Street Lượng khán giả: 3,003 Trọng tài: Seb Stockbridge |  |
|                                      |            | Loạt sút luân lưu                                    |                  |                                                                              |  |
| - Jackson - Gotts - Worrall - Spence |            | - Collins - Mendez-Laing - Brown - Jackson - Forsyth |                  |                                                                              |  |

| 27 tháng 8 năm 2024 | Blackburn Rovers (2) | 1–2      | Blackpool (3)               | Blackburn                                                                   |  |
| 19:45 BST           | - Gueye 21' (ph.đ.)  | Chi tiết | - Beesley 72' - Coulson 77' | Sân vận động: Ewood Park Lượng khán giả: 9,418 Trọng tài: Anthony Backhouse |  |

| 27 tháng 8 năm 2024 | Everton (1)                          | 3–0      | Doncaster Rovers (4) | Liverpool                                                                |  |
| 19:45 BST           | - McNeil 53' - Ndiaye 74' - Beto 83' | Chi tiết |                      | Sân vận động: Goodison Park Lượng khán giả: 37,245 Trọng tài: James Bell |  |

| 27 tháng 8 năm 2024 | Fleetwood Town (4) | 2–1      | Rotherham United (3) | Fleetwood                                                          |  |
| 19:45 BST           | - Graydon 16', 29' | Chi tiết | - McCart 2'          | Sân vận động: Highbury Lượng khán giả: 1,744 Trọng tài: Ross Joyce |  |

| 27 tháng 8 năm 2024 | Grimsby Town (4) | 1–5      | Sheffield Wednesday (2)                                       | Grimsby                                                                   |  |
| 19:45 BST           | - McJannet 18'   | Chi tiết | - Ugbo 53' - J. Lowe 54' - Paterson 72', 81' - Valentín 90+3' | Sân vận động: Blundell Park Lượng khán giả: 6,364 Trọng tài: Matt Corlett |  |

| 27 tháng 8 năm 2024 | Harrogate Town (4) | 0–5      | Preston North End (2)                                  | Harrogate                                                                |  |
| 19:45 BST           |                    | Chi tiết | - Greenwood 14', 37' (ph.đ.) - Osmajić 39', 45+1', 83' | Sân vận động: Wetherby Road Lượng khán giả: 2,570 Trọng tài: Ben Speedie |  |

| 27 tháng 8 năm 2024 | Leicester City (1)                                        | 4–0      | Tranmere Rovers (4) | Leicester                                                              |  |
| 19:45 BST           | - Ayew 38' - Mavididi 51' (ph.đ.) - Ndidi 71' - Winks 90' | Chi tiết |                     | Sân vận động: King Power Lượng khán giả: 13,011 Trọng tài: Lewis Smith |  |

| 27 tháng 8 năm 2024 | Shrewsbury Town (3) | 0–2      | Bolton Wanderers (3)          | Shrewsbury                                                                 |  |
| 19:45 BST           |                     | Chi tiết | - Osei-Tutu 52' - Charles 65' | Sân vận động: New Meadow Lượng khán giả: 3,220 Trọng tài: Sunny Singh Gill |  |

| 27 tháng 8 năm 2024 | Walsall (4)                        | 3–2      | Huddersfield Town (3)      | Walsall                                                                |  |
| 19:45 BST           | - Lowe 63', 70' - Helik 77' (l.n.) | Chi tiết | - Koroma 16' - Ruffels 53' | Sân vận động: Bescot Lượng khán giả: 3,378 Trọng tài: Edward Duckworth |  |

| 28 tháng 8 năm 2024 | Wolverhampton Wanderers (1) | 2–0      | Burnley (2) | Wolverhampton                                                       |  |
| 19:30 BST           | - Guedes 38', 54'           | Chi tiết |             | Sân vận động: Molineux Lượng khán giả: 19,236 Trọng tài: Josh Smith |  |

| 28 tháng 8 năm 2024                                       | Nottingham Forest (1) | 1–1 (3–4 p)                                               | Newcastle United (1) | Nottingham                                                              |  |
| 20:00 BST                                                 | - Silva 50'           | Chi tiết                                                  | - Willock 1'         | Sân vận động: City Ground Lượng khán giả: 23,083 Trọng tài: Sam Allison |  |
|                                                           |                       | Loạt sút luân lưu                                         |                      |                                                                         |  |
| - Hudson-Odoi - Milenković - Williams - Sangaré - Awoniyi |                       | - Isak - Joelinton - Bruno Guimarães - Gordon - Longstaff |                      |                                                                         |  |

### Khu vực phía Nam
| 27 tháng 8 năm 2024 | Brighton & Hove Albion (1)                                 | 4–0      | Crawley Town (3) | Brighton và Hove                                                      |  |
| 19:45 BST           | - Adingra 31' - Sarmiento 48' - Webster 84' - O'Mahony 86' | Chi tiết |                  | Sân vận động: Falmer Lượng khán giả: 19,175 Trọng tài: Alex Chilowicz |  |

| 27 tháng 8 năm 2024 | Coventry City (2)   | 1–0      | Oxford United (2) | Coventry                                                                                    |  |
| 19:45 BST           | - Thomas-Asante 57' | Chi tiết |                   | Sân vận động: Coventry Building Society Arena Lượng khán giả: 11,808 Trọng tài: Will Finnie |  |

| 27 tháng 8 năm 2024 | Millwall (2) | 0–1      | Leyton Orient (3) | Bermondsey                                                        |  |
| 19:45 BST           |              | Chi tiết | - Agyei 14'       | Sân vận động: The Den Lượng khán giả: 5,875 Trọng tài: David Rock |  |

| 27 tháng 8 năm 2024                      | Queens Park Rangers (2) | 1–1 (4–1 p)                 | Luton Town (2) | Shepherd's Bush                                                          |  |
| 19:45 BST                                | - Santos 11'            | Chi tiết                    | - Nelson 16'   | Sân vận động: Loftus Road Lượng khán giả: 7,132 Trọng tài: Leigh Doughty |  |
|                                          |                         | Loạt sút luân lưu           |                |                                                                          |  |
| - Celar - Dembélé - Clarke-Salter - Paal |                         | - Woodrow - Doughty - Chong |                |                                                                          |  |

| 27 tháng 8 năm 2024 | Watford (2)        | 2–0      | Plymouth Argyle (2) | Watford                                                                  |  |
| 19:45 BST           | - Rajović 17', 72' | Chi tiết |                     | Sân vận động: Vicarage Road Lượng khán giả: 8,319 Trọng tài: Andy Davies |  |

| 27 tháng 8 năm 2024 | Birmingham City (3) | 0–2      | Fulham (1)                             | Birmingham                                                               |  |
| 20:00 BST           |                     | Chi tiết | - Jiménez 10' (ph.đ.) - Stansfield 14' | Sân vận động: St Andrew's Lượng khán giả: 11,949 Trọng tài: Keith Stroud |  |

| 27 tháng 8 năm 2024 | Crystal Palace (1)                      | 4–0      | Norwich City (2) | Selhurst                                                                   |  |
| 20:00 BST           | - Kamada 2' - Mateta 57', 68' - Eze 84' | Chi tiết |                  | Sân vận động: Selhurst Park Lượng khán giả: 12,503 Trọng tài: Matt Donohue |  |

| 28 tháng 8 năm 2024                            | AFC Wimbledon (4)          | 2–2 (4–2 p)                             | Ipswich Town (1)             | Wimbledon                                                                   |  |
| 19:45 BST                                      | - Bugiel 40' - Stevens 56' | Chi tiết                                | - Al-Hamadi 3' - Chaplin 86' | Sân vận động: Plough Lane Lượng khán giả: 7,934 Trọng tài: James Linnington |  |
|                                                |                            | Loạt sút luân lưu                       |                              |                                                                             |  |
| - Pigott - Stevens - Reeves - Biler - Ogundere |                            | - Delap - Burgess - Taylor - Hutchinson |                              |                                                                             |  |

| 28 tháng 8 năm 2024 | Cardiff City (2)                                   | 3–5      | Southampton (1)                                                   | Cardiff                                                               |  |
| 19:45 BST           | - Colwill 21' - Edwards 48' (l.n.) - Robertson 57' | Chi tiết | - Fernandes 10' - Amo-Ameyaw 30' - Archer 55', 90+4' - Bree 90+1' | Sân vận động: Cardiff City Lượng khán giả: 7,225 Trọng tài: Tom Nield |  |

| 28 tháng 8 năm 2024 | Colchester United (4) | 0–1      | Brentford (1)      | Colchester                                                                      |  |
| 19:45 BST           |                       | Chi tiết | - Lewis-Potter 45' | Sân vận động: Colchester Community Lượng khán giả: 6,716 Trọng tài: Paul Howard |  |

| 28 tháng 8 năm 2024 | Swansea City (2) | 0–1      | Wycombe Wanderers (3) | Swansea                                                              |  |
| 19:45 BST           |                  | Chi tiết | - Kone 40'            | Sân vận động: Swansea.com Lượng khán giả: 6,000 Trọng tài: Ben Toner |  |

| 28 tháng 8 năm 2024 | West Ham United (1) | 1–0      | Bournemouth (1) | Stratford                                                           |  |
| 19:45 BST           | - Bowen 88'         | Chi tiết |                 | Sân vận động: London Lượng khán giả: 47,381 Trọng tài: Peter Bankes |  |

## Vòng 3
Tổng cộng có 32 câu lạc bộ thi đấu ở vòng 3 gồm: 7 câu lạc bộ Premier League tham gia các giải đấu cúp châu Âu, Arsenal, Aston Villa, Chelsea, Liverpool, Manchester City, Manchester United và Tottenham Hotspur tham gia ở vòng này cùng với 25 đội chiến thắng từ vòng 2. Lễ bốc thăm diễn ra vào ngày 28 tháng 8, trong đó các điều kiện được thực hiện để đảm bảo các câu lạc bộ tham gia UEFA Champions League không bốc thăm các câu lạc bộ tham gia UEFA Europa League do xung đột lịch thi đấu.
| Premier League | Championship | League One | League Two | Tổng cộng |
| -------------- | ------------ | ---------- | ---------- | --------- |
| 17 / 20        | 6 / 24       | 5 / 24     | 4 / 24     | 32 / 92   |

| 17 tháng 9 năm 2024                 | Stoke City (2) | 1–1 (2–1 p)                                     | Fleetwood Town (4) | Stoke-on-Trent                                                     |  |
| 19:30 BST                           | - Rose 54'     | Chi tiết                                        | - Bennett 90+1'    | Sân vận động: Bet365 Lượng khán giả: 8,927 Trọng tài: Tim Robinson |  |
|                                     |                | Loạt sút luân lưu                               |                    |                                                                    |  |
| - Cannon - Tezgel - Sidibe - Burger |                | - Patterson - Graydon - Odubeko - Bonds - Broom |                    |                                                                    |  |

| 17 tháng 9 năm 2024 | Blackpool (3) | 0–1      | Sheffield Wednesday (2) | Blackpool                                                                  |  |
| 19:45 BST           |               | Chi tiết | - Bernard 34'           | Sân vận động: Bloomfield Road Lượng khán giả: 5,429 Trọng tài: Thomas Kirk |  |

| 17 tháng 9 năm 2024 | Brentford (1)                                 | 3–1      | Leyton Orient (3) | Brentford                                                                       |  |
| 19:45 BST           | - Carvalho 17' - Damsgaard 26' - Nørgaard 45' | Chi tiết | - Cooper 11'      | Sân vận động: Brentford Community Lượng khán giả: 13,634 Trọng tài: Lewis Smith |  |

| 17 tháng 9 năm 2024                                      | Everton (1)    | 1–1 (5–6 p)                                                      | Southampton (1)      | Liverpool                                                                 |  |
| 19:45 BST                                                | - Doucouré 20' | Chi tiết                                                         | - Harwood-Bellis 32' | Sân vận động: Goodison Park Lượng khán giả: 33,842 Trọng tài: Darren Bond |  |
|                                                          |                | Loạt sút luân lưu                                                |                      |                                                                           |  |
| - Keane - McNeil - Ndiaye - Lindstrøm - Harrison - Young |                | - Fernandes - Stewart - Brereton - Harwood-Bellis - Aribo - Bree |                      |                                                                           |  |

| 17 tháng 9 năm 2024 | Preston North End (2) | 1–1 (16–15 p) | Fulham (1)   | Preston                                                              |  |
| 19:45 BST | - Ledson 35'          | Chi tiết | - Nelson 61' | Sân vận động: Deepdale Lượng khán giả: 5,530 Trọng tài: Bobby Madley |  |
| |                       | Loạt sút luân lưu |              |                                                                      |  |
| - Whiteman - Greenwood - Okkels - McCann - Osmajić - Ledson - Lindsay - Storey - Kesler-Hayden - Hughes - Woodman - Whiteman - Greenwood - Okkels - McCann - Osmajić - Ledson |                       | - Jiménez - Lukić - Berge - Iwobi - Sessegnon - Castagne - Smith Rowe - Diop - Cuenca - Godo - Benda - Jiménez - Lukić - Berge - Iwobi - Sessegnon - Castagne |              |                                                                      |  |

| 17 tháng 9 năm 2024 | Queens Park Rangers (2) | 1–2      | Crystal Palace (1)      | Shepherd's Bush                                                              |  |
| 19:45 BST           | - Field 53'             | Chi tiết | - Nketiah 16' - Eze 64' | Sân vận động: Loftus Road Lượng khán giả: 13,945 Trọng tài: Sunny Singh Gill |  |

| 17 tháng 9 năm 2024 | Manchester United (1)                                                             | 7–0      | Barnsley (3) | Trafford                                                                |  |
| 20:00 BST           | - Rashford 16', 58' - Antony 35' (ph.đ.) - Garnacho 45+2', 49' - Eriksen 81', 85' | Chi tiết |              | Sân vận động: Old Trafford Lượng khán giả: 72,063 Trọng tài: Gavin Ward |  |

| 18 tháng 9 năm 2024 | Brighton & Hove Albion (1)                | 3–2      | Wolverhampton Wanderers (1) | Brighton and Hove                                                  |  |
| 19:45 BST           | - Baleba 14' - Adingra 31' - Kadıoğlu 85' | Chi tiết | - Guedes 44' - Doyle 90+1'  | Sân vận động: Falmer Lượng khán giả: 16,018 Trọng tài: John Brooks |  |

| 18 tháng 9 năm 2024 | Coventry City (2)   | 1–2      | Tottenham Hotspur (1)        | Coventry                                                                                       |  |
| 20:00 BST           | - Thomas-Asante 63' | Chi tiết | - Spence 88' - Johnson 90+2' | Sân vận động: Coventry Building Society Arena Lượng khán giả: 24,616 Trọng tài: Darren England |  |

| 24 tháng 9 năm 2024 | Chelsea (1)                                          | 5–0      | Barrow (4) | Fulham                                                                          |  |
| 19:45 BST           | - Nkunku 8', 15', 75' - Farman 28' (l.n.) - Neto 48' | Chi tiết |            | Sân vận động: Stamford Bridge Lượng khán giả: 38,868 Trọng tài: Oliver Langford |  |

| 24 tháng 9 năm 2024 | Manchester City (1)   | 2–1      | Watford (2) | Manchester                                 |  |
| 19:45 BST           | - Doku 5' - Nunes 38' | Chi tiết | - Ince 86'  | Sân vận động: Etihad Trọng tài: David Webb |  |

| 24 tháng 9 năm 2024           | Walsall (4) | 0–0 (0–3 p)               | Leicester City (1) | Walsall                                                         |  |
| 19:45 BST                     |             | Chi tiết                  |                    | Sân vận động: Bescot Lượng khán giả: 8,010 Trọng tài: Tom Nield |  |
|                               |             | Loạt sút luân lưu         |                    |                                                                 |  |
| - Allen - Okagbue - L. Gordon |             | - Pereira - Coady - Skipp |                    |                                                                 |  |

| 24 tháng 9 năm 2024 | Wycombe Wanderers (3) | 1–2      | Aston Villa (1)                   | High Wycombe                                                          |  |
| 20:00 BST           | - Kone 90+5'          | Chi tiết | - Buendía 55' - Durán 85' (ph.đ.) | Sân vận động: Adams Park Lượng khán giả: 8,158 Trọng tài: Sam Allison |  |

| 25 tháng 9 năm 2024 | Arsenal (1)                                                | 5–1      | Bolton Wanderers (3) | Holloway                                                            |  |
| 19:45 BST           | - Rice 16' - Nwaneri 37', 49' - Sterling 64' - Havertz 77' | Chi tiết | - Collins 53'        | Sân vận động: Emirates Lượng khán giả: 59,056 Trọng tài: Josh Smith |  |

| 25 tháng 9 năm 2024 | Liverpool (1)                                  | 5–1      | West Ham United (1)  | Liverpool                                                             |  |
| 20:00 BST           | - Jota 25', 49' - Salah 74' - Gakpo 90', 90+3' | Chi tiết | - Quansah 21' (l.n.) | Sân vận động: Anfield Lượng khán giả: 60,044 Trọng tài: Andrew Madley |  |

| 1 tháng 10 năm 2024 | Newcastle United (1)  | 1–0      | AFC Wimbledon (4) | Newcastle upon Tyne                                                        |  |
| 19:45 BST | - Schär 45+1' (ph.đ.) | Chi tiết |                   | Sân vận động: St James' Park Lượng khán giả: 51,739 Trọng tài: Darren Bond |  |
| Ghi chú: Trận đấu ban đầu được lên lịch tổ chức tại Wimbledon vào ngày 24 tháng 9, nhưng đã bị hoãn lại và chuyển sang Newcastle do sân vận động Wimbledon (Plough Lane) bị ngập lụt. |                       |          |                   |                                                                            |  |

## Vòng 4
Tổng cộng có 16 đội sẽ chơi ở vòng 4. Các đội Championship gồm Preston North End, Sheffield Wednesday và Stoke City là những đội có thứ hạng thấp nhất trong lễ bốc thăm được tổ chức vào ngày 25 tháng 9 năm 2024.
| Premier League | Championship | League One | League Two | Tổng cộng |
| -------------- | ------------ | ---------- | ---------- | --------- |
| 13 / 20        | 3 / 24       | 0 / 24     | 0 / 24     | 16 / 92   |

| 29 tháng 10 năm 2024 | Southampton (1)                                         | 3–2      | Stoke City (2)              | Southampton                                                         |  |
| 19:45 GMT            | - Harwood-Bellis 19' - Armstrong 35' (ph.đ.) - Bree 88' | Chi tiết | - Phillips 45' - Cannon 54' | Sân vận động: St Mary Lượng khán giả: 16,092 Trọng tài: Lewis Smith |  |

| 29 tháng 10 năm 2024                                 | Brentford (1) | 1–1 (5–4 p)                                    | Sheffield Wednesday (2) | Brentford                                                                       |  |
| 20:00 GMT                                            | - Schade 11'  | Chi tiết                                       | - Gassama 57'           | Sân vận động: Brentford Community Lượng khán giả: 16,701 Trọng tài: Will Finnie |  |
|                                                      |               | Loạt sút luân lưu                              |                         |                                                                                 |  |
| - Mbeumo - Lewis-Potter - Damsgaard - Wissa - Janelt |               | - Smith - Windass - J. Lowe - Johnson - Palmer |                         |                                                                                 |  |

| 30 tháng 10 năm 2024 | Brighton & Hove Albion (1)  | 2–3      | Liverpool (1)               | Brighton và Hove                            |  |
| 19:30 GMT            | - Adingra 81' - Lamptey 90' | Chi tiết | - Gakpo 46', 63' - Díaz 85' | Sân vận động: Falmer Trọng tài: Darren Bond |  |

| 30 tháng 10 năm 2024 | Aston Villa (1) | 1–2      | Crystal Palace (1)    | Birmingham                                         |  |
| 19:45 GMT            | - Durán 23'     | Chi tiết | - Eze 8' - Kamada 64' | Sân vận động: Villa Park Trọng tài: Samuel Barrott |  |

| 30 tháng 10 năm 2024 | Manchester United (1)                                   | 5–2      | Leicester City (1)              | Trafford                                                                   |  |
| 19:45 GMT            | - Casemiro 15', 39' - Garnacho 28' - Fernandes 36', 59' | Chi tiết | - El Khannous 33' - Coady 45+3' | Sân vận động: Old Trafford Lượng khán giả: 73,470 Trọng tài: Andrew Madley |  |

| 30 tháng 10 năm 2024 | Newcastle United (1)           | 2–0      | Chelsea (1) | Newcastle upon Tyne                                                           |  |
| 19:45 GMT            | - Isak 23' - Disasi 26' (l.n.) | Chi tiết |             | Sân vận động: St James' Park Lượng khán giả: 51,934 Trọng tài: Chris Kavanagh |  |

| 30 tháng 10 năm 2024 | Preston North End (2) | 0–3      | Arsenal (1)                                     | Preston                                                               |  |
| 19:45 GMT            |                       | Chi tiết | - Gabriel Jesus 24' - Nwaneri 33' - Havertz 57' | Sân vận động: Deepdale Lượng khán giả: 21,811 Trọng tài: Peter Bankes |  |

| 30 tháng 10 năm 2024 | Tottenham Hotspur (1)  | 2–1      | Manchester City (1) | Tottenham                                                                      |  |
| 20:15 GMT            | - Werner 5' - Sarr 25' | Chi tiết | - Nunes 45+4'       | Sân vận động: Tottenham Hotspur Lượng khán giả: 60,797 Trọng tài: Robert Jones |  |

## Tứ kết
Tổng cộng có 8 clb thi đấu ở vòng tứ kết. Lần đầu tiên kể từ mùa giải 2009–10, tất cả 8 clb còn lại đều là các đội bóng Ngoại hạng Anh. Lễ bốc thăm được thực hiện vào ngày 30 tháng 10 năm 2024 bởi Jamie Redknapp và Izzy Christiansen.
| Premier League | Championship | League One | League Two | Tổng cộng |
| -------------- | ------------ | ---------- | ---------- | --------- |
| 8 / 20         | 0 / 24       | 0 / 24     | 0 / 24     | 8 / 92    |

| 18 tháng 12 năm 2024 | Arsenal (1)                   | 3–2      | Crystal Palace (1)        | Holloway                                        |  |
| 19:30 GMT            | - Gabriel Jesus 54', 73', 81' | Chi tiết | - Mateta 4' - Nketiah 85' | Sân vận động: Emirates Trọng tài: Andrew Madley |  |

| 18 tháng 12 năm 2024 | Newcastle United (1)         | 3–1      | Brentford (1) | Newcastle upon Tyne                                                           |  |
| 19:45 GMT            | - Tonali 9', 43' - Schär 69' | Chi tiết | - Wissa 90+1' | Sân vận động: St James' Park Lượng khán giả: 51,765 Trọng tài: Samuel Barrott |  |

| 18 tháng 12 năm 2024 | Southampton (1) | 1–2      | Liverpool (1)             | Southampton                                                          |  |
| 20:00 GMT            | - Archer 59'    | Chi tiết | - Núñez 24' - Elliott 32' | Sân vận động: St Mary Lượng khán giả: 26,503 Trọng tài: Simon Hooper |  |

| 19 tháng 12 năm 2024 | Tottenham Hotspur (1)                                   | 4–3      | Manchester United (1)                  | Tottenham                                                                     |  |
| 20:00 GMT            | - Solanke 15', 54' - Kulusevski 46' - Son Heung-min 88' | Chi tiết | - Zirkzee 63' - Amad 70' - Evans 90+4' | Sân vận động: Tottenham Hotspur Lượng khán giả: 57,409 Trọng tài: John Brooks |  |

## Bán kết
Tổng cộng có 4 clb thi đấu ở vòng bán kết. Lễ bốc thăm được thực hiện vào ngày 19 tháng 12 năm 2024 bởi Jamie Carragher và Jamie Redknapp.
| Premier League | Championship | League One | League Two | Tổng cộng |
| -------------- | ------------ | ---------- | ---------- | --------- |
| 4 / 20         | 0 / 24       | 0 / 24     | 0 / 24     | 4 / 92    |

| Đội 1                 | TTS | Đội 2                | Lượt đi | Lượt về |
| --------------------- | --- | -------------------- | ------- | ------- |
| Arsenal (1)           | 0–4 | Newcastle United (1) | 0–2     | 0–2     |
| Tottenham Hotspur (1) | 1–4 | Liverpool (1)        | 1–0     | 0–4     |

| Arsenal (1) | 0–2      | Newcastle United (1)    |
| ----------- | -------- | ----------------------- |
|             | Chi tiết | - Isak 37' - Gordon 51' |

| Newcastle United (1)      | 2-0      | Arsenal (1) |
| ------------------------- | -------- | ----------- |
| - Murphy 19' - Gordon 52' | Chi tiết |             |

Newcastle thắng với tổng tỉ số 4–0.
| Tottenham Hotspur (1) | 1–0      | Liverpool (1) |
| --------------------- | -------- | ------------- |
| - Bergvall 86'        | Chi tiết |               |

| Liverpool (1)                                                   | 4–0      | Tottenham Hotspur (1) |
| --------------------------------------------------------------- | -------- | --------------------- |
| - Gakpo 34' - Salah 51' (ph.đ.) - Szoboszlai 75' - Van Dijk 80' | Chi tiết |                       |

Liverpool thắng với tổng tỉ số 4–1.

## Chung kết
Tại Việt Nam, trận đấu được phát sóng trực tiếp trên SCTV15 SSPORT2.
| Liverpool    | 1–2      | Newcastle United      |
| ------------ | -------- | --------------------- |
| Chiesa 90+4' | Chi tiết | - Burn 45' - Isak 52' |

## Danh sách cầu thủ ghi nhiều bàn nhất
Tính đến 16 tháng 3 năm 2025
| Thứ tự | Cầu thủ              | Câu lạc bộ              | Bàn thắng |
| ------ | -------------------- | ----------------------- | --------- |
| 1      | Cody Gakpo           | Liverpool               | 5         |
| 2      | Gabriel Jesus        | Arsenal                 | 4         |
| 2      | Tom Ince             | Watford                 | 4         |
| 4      | Simon Adingra        | Brighton & Hove Albion  | 3         |
| 4      | Cameron Archer       | Southampton             | 3         |
| 4      | Eberechi Eze         | Crystal Palace          | 3         |
| 4      | Alejandro Garnacho   | Manchester United       | 3         |
| 4      | Gonçalo Guedes       | Wolverhampton Wanderers | 3         |
| 4      | Ryan Graydon         | Fleetwood Town          | 3         |
| 4      | Alexander Isak       | Newcastle United        | 3         |
| 4      | Jean-Philippe Mateta | Crystal Palace          | 3         |
| 4      | Christopher Nkunku   | Chelsea                 | 3         |
| 4      | Ethan Nwaneri        | Arsenal                 | 3         |
| 4      | Milutin Osmajić      | Preston North End       | 3         |